# Ракишев, Кенес Хамитович
Кенес Хамитович Ракишев (каз. Кеңес Хамитұлы Рақышев; род. 14 июля 1979 года, Алма-Ата, Казахская ССР) — казахстанский бизнесмен, президент холдинга Fincraft Group (бывший Sat & Company), Net Element, член совета директоров Fastlane Ventures, один из основателей Singulariteam.
Входит в списки «ТОП-50 богатейших бизнесменов Казахстана», «ТОП-50 самых влиятельных бизнесменов Казахстана журнала Forbes». В списке богатейших бизнесменов Казахстана по версии Forbes за 2021 год занимает 9-е место с капиталом 950 млн долларов.

## Биография

### Образование
В 2000 году окончил Казахстанскую государственную юридическую академию (КазГЮА).
В 2002 году окончил Казахский экономический университет имени Т. Рыскулова.
В 2007 году получил диплом международной бизнес-школы Oxford Saïd Business School по дисциплине Advanced Management, а также сертификат London Business School по дисциплине Developing Strategy for Value Creation.

### Карьера
- 1998—1999 гг. — советник Фонда безопасности дорожного движения при МВД РК[6].
- 2000 г. — менеджер ЗАО «КазТрансГаз»[7].
- 2000—2002 гг. — специалист, начальник отдела маркетинга департамента материально-технического снабжения ЗАО «Intergas Central Asia»[7].
- 2002 г. — начальник управления ВЭС ЗАО «КазТрансГаз»[7].
- Январь — октябрь 2003 г. — первый заместитель генерального директора по экспорту ТОО «Торговый дом „КазМунайГаз“»[7].
- 2003−2004 гг. — заместитель генерального директора по маркетингу ЗАО «КазТрансГаз»[7].
- 2004—2005 гг. — генеральный директор ТОО «Меркурий»[6].
- С марта 2005 г. — вице-президент Союза Торгово-промышленной палаты Республики Казахстан[7], член совета директоров Выборгского судостроительного и Астраханского корабельного заводов[7].
- C ноября 2006 г. — председатель совета директоров промышленного холдинга SAT & Company, с сентября 2007 г. — по декабрь 2019 года — председатель правления SAT & Co[7] (с 2018 года название сменилось на АО «Fincraft Resources»[8]).
- С ноября 2007 года — член совета директоров АО «Kazakhstan Petrochemical Industries»[7].
- 2012 г. — член президиума бизнес-ассоциации НЭП «Союз „Атамекен“».
- 2012 г. — председатель президиума ОЮЛ «Ассоциация молодых предпринимателей Казахстана»
- 2013 г. — член совета по молодёжной политике при президенте Казахстана «Жас Кенес».
- 14 февраля 2014 — 29 марта 2018 г. — председатель совета директоров АО «БТА Банк»[7].
- 2014 — январь 2015 г. — независимый директор АО «Национальная компания „Казахстан инжиниринг“».
- 2015—2018 г. — член совета директоров, председатель совета директоров АО «Казкоммерцбанк».
- C 2019 г. — президент Казахстанской федерации бокса[9].
- C 2019 г. — внештатный советник министра иностранных дел.
- С февраля 2021 г. — президент Fincraft Group[10].

## Предпринимательская деятельность

### Создание SAT & Company и Singulariteam
С ноября 2006 года Кенес Ракишев возглавляет совет директоров холдинга SAT & Company. С 2008 по 2010 годы в Казахстане, Турции и Китае были приобретены предприятия по добыче ферромарганца, хрома и никеля, металлургические заводы по выпуску ферросплавов. На декабрь 2015 года Ракишев обладал контрольным пакетом акций холдинга (75,61 %).
За участие в акционерном капитале американской высокотехнологичной компании Net Element Ракишев, являющийся также её председателем совета директоров, получил прозвище «первый казах на NASDAQ»: в октябре 2012 года Net Element вышла на NASDAQ.
6 декабря 2012 года Кенес Ракишев вошёл в капитал и совет директоров венчурного фонда Fast Lane Ventures. Фонд инвестировал $3–4 млн во многие проекты, но выстрелили единицы (например, приложение по поиску знакомств «Мамба» и интернет-ритейлер KupiVIP), остальные инвестиции пришлось списать.
Согласно данным портала Buzzsparks по итогам 2012 года Кенес Ракишев вошёл в ТОП-10 частных инвесторов мира наряду с такими инвесторами как Питер Тиль, Юрий Мильнер. В рейтинге банкир занял 8-е место с размером инвестиций $72 млн.
В марте 2013 года приобрёл статус участника АО «Банк Астана-Финанс», в июле 2015 года вышел из состава акционеров.
В апреле 2013 года Ракишев совместно с бывшим премьер-министром Израиля Эхудом Ольмертом открыл венчурный фонд Genesis Angels с капиталом в $10 млн, впоследствии переименованный в Singulariteam. Фонд был основан для поиска и финансирования прорывных технологий в робототехнической индустрии и вошёл в десятку крупнейших венчурных фондов, специализирующихся на этом сегменте. С израильской стороны бизнес-партнёром выступил основатель и глава социальной фото-видео сети Mobli Моше Хогег, а Эхуд Ольмерт занял в нём позицию председателя совета директоров. В ноябре 2013 сервис для размещения фото- и видеоконтента Mobli, в котором Кенес был инвестором ($20 млн) и председателем совета директоров, привлёк в инвесторы самого богатого человека планеты Карлоса Слима.
27 июня 2013 года компания Central Asian Metals PLC (CAML) объявил о намерении Кенеса Ракишева до конца 2013 года завершить сделку по обмену 40-процентной доли в ТОО «Медная компания Коунрад» на 20-процентную долю в CAML. После завершения сделки 9 декабря 2013 года Ракишев был назначен неисполнительным директором Central Asian Metals PLC. В сентябре 2017 года он продал половину своей доли в CAML, а в апреле 2018 — вторую половину и вышел из совета директоров. За время работы Кенеса Ракишева в компании ее стоимость выросла в 5 раз — с 100 млн до 500 млн долларов.
В декабре 2013 года вложил $3,7 млн в российский финансовый стартап IQcard. Инвестиции были направлены на развитие новых сервисов для держателей карт, продвижение существующих и запуск новых проектов с крупными розничными сетями, а также выход на рынки стран СНГ.

### Период Казкоммерцбанка
6 февраля 2014 года Кенес Ракишев и АО «Казкоммерцбанк» достигли окончательной договоренности по приобретению равных долей АО «БТА Банк»(по 46,5 % акций) у АО «Фонд национального благосостояния „Самрук-Казына“». Стоимость приобретения пакета акций для каждого покупателя составила $465 млн; после закрытия сделки предполагалось объединение АО «Казкоммерцбанк» и АО «БТА Банк». 14 февраля 2014 года, на внеочередном общем собрании акционеров АО «БТА Банк» Кенес Ракишев был избран председателем совета директоров банка.
13 марта 2014 года Кенес Ракишев в качестве независимого директора вошёл в совет директоров АО «Национальная компания „Казахстан инжиниринг“», который покинул в январе 2015 года после назначения министром обороны Имангали Тасмагамбетова.
В апреле 2014 года Ракишев вошёл в капитал казахстанской торговой сети Magnum Cash & Carry, став её стратегическим инвестором.
19 января 2015 года решением внеочередного общего собрания акционеров АО «Казкоммерцбанк» Ракишев был избран новым членом совета директоров, представляющим интересы акционеров.
В декабре 2015 года была анонсирована сделка о приобретении Ракишевым 100 % акций телеканала «Седьмой канал», сумма покупки не разглашалась.
В апреле 2016 года общая доля акций АО «Казкоммерцбанк» под контролем Кенеса Ракишева составила 71,23 %. В рамках предварительного соглашения с Нуржаном Субханбердиным и АО «Центрально-Азиатская инвестиционная компания» (ЦАИК), Ракишев приобрёл у ЦАИК 115 486 789 простых акций банка. В результате прямая доля Ракишева в Казкоммерцбанке выросла с 28,67 до 43,15 %, а с учётом акций, принадлежащих ему косвенно через АО «Qazaq Financial Group» (ранее «Альнаир»), общая доля акций под контролем Ракишева составила 71,23 %.
28 апреля 2016 года избран председателем совета директоров Казкоммерцбанка. В 2018 году было завершено слияние АО «Казкоммерцбанк» и АО «Народный сберегательный банк Казахстана».

### Запуск смартфона Finney, развитие Fincraft Resources
12 декабря 2017 года Кенес Ракишев и израильский предприниматель Моше Хогег запустили ICO в поддержку своего нового проекта — смартфона и компьютера Finney, работающих на технологии блокчейн. В результате компания Sirin Labs только за первый час собрала $16 млн, а через сутки — более $95 млн. Бренд-амбассадором кампании стал футболист Лионель Месси. 29 ноября 2018 года презентация первого в мире блокчейн-смартфона Finney прошла в Барселоне, бренд-амбассадором наряду с Месси стал боксёр Геннадий Головкин. В январе 2019 года первый флагманский концептуальный магазин Sirin Labs открылся в центре Лондона.
В декабре 2017 Кенес Ракишев стал крупнейшим акционером зарегистрированной в Великобритании (головной офис — в Лондоне) российской золотодобывающей компании Petropavlovsk, купив у Виктора Вексельберга и АО «Меткомбанк» 22,42 % акций компании. Сделка состоялась через подконтрольную Ракишеву кипрскую компанию Fincraft Holdings Ltd.
В сентябре 2018 года решением общего собрания акционеров АО «Sat & Company» было переименовано в АО «Fincraft Resources». В ноябре 2018 года АО «Fincraft Resources» сообщило о заключении сделки по консолидации 22 % акций Petropavlovsk PLC и его облигаций через покупку структуры Fincraft Holdings LTD. Комментируя сделку, Кенес Ракишев сообщил, что цель сделки — отсечь непрофильные и неприбыльные направления, сконцентрировав основные усилия на перспективных направлениях: золотодобывающем секторе и секторе базовых металлов. В 2019 году было заключено соглашение о продаже кипрской Fincraft Holdings, контролирующей 22,42 % российской золотодобывающей компании Petropavlovsk, компании «НПО „Альтаир“» Романа Троценко. По оценкам экспертов, Ракишев приобрёл долю в конце 2017 года, когда она стоила $74,5 млн, а на момент продажи капитализация компании выросла до $400 млн.
В декабре 2019 года покинул пост председателя правления холдинга Fincraft Group, в феврале 2021 года вновь был назначен президентом группы.
В июне 2020 года Кенес Ракишев стал акционером калифорнийской компании Mullen Technologies, которая летом того же года анонсировала запуск производства электромобилей. В 2021 году входящая в холдинг компания Battery Metals Technologies (BMT) заявила о начале опытно-промышленной разработки Горностаевского месторождения никеля и кобальта в Восточно-Казахстанской области с началом коммерческой добычи в 2023 году методом подземного выщелачивания. Также компания подала заявку на размещение акций на фондовых биржах Гонконга и Нур-Султана. Таким образом, в рамках группы компаний была полностью замкнута цепочка по производству электромобилей — включая добычу никеля и кобальта для производства батарей (компания Battery Metals Technologies), производство сверхбыстрозаряжаемых батарей (израильский стартап StoreDot), производство электрокаров (компания Mullen Technologies и присоединившийся к ней платёжный процессор Net Element).
В июне 2021 года компания Ракишева Sirin Labs выпустила новый смартфон 2-in1 SIRIN V3.

## Общественная деятельность
В 2012 году на всемирном чемпионате среди игроков по быстрым шахматам, который прошёл в Астане, возглавляемая Ракишевым SAT & Company выступила генеральным спонсором.
В декабре 2014 года возглавил совет по развитию молодёжного предпринимательства Национальной палаты предпринимателей Казахстана.
Кенес Ракишев активно поддерживает инициативы благотворительного фонда «Саби». Учредителем фонда является его супруга Асель Тасмагамбетова. В рамках работы фонда были выделены гранты на обучение талантливых студентов Казахстана, более 300 тысяч человек получили помощь в лечении, для поддержки инвалидов были заказаны и оплачены автомобили-такси для людей с ограниченными возможностями. Фонд финансирует строительство спортивных площадок, игровых городков и тренажёрных залов.
С 2013 года фонд «Саби» при поддержке бизнесменов Кенеса Ракишева и Вячеслава Кима ежегодно проводит конкурс «Построй свой бизнес» для молодых предпринимателей. Победители конкурса получают безвозмездную финансовую поддержку в виде грантов на развитие бизнеса. За первые 5 лет гранты получил 41 проект на общую сумму более $1 млн.
В 2017 году фонд «Саби» профинансировал строительство частной школы имени Шокана Уалиханова в Алма-Ате. Инвестиции в проект составили более 6 млрд тенге.
В декабре 2018 года Кенес Ракишев был избран на пост вице-президента Казахстанской федерации бокса по международным связям. С 2019 года — президент федерации. В 2021 году на чемпионате Азии по боксу женская сборная Казахстана завоевала 8 из 10 золотых медалей. Кенес Ракишев учредил для победителей и призёров данного чемпионата дополнительный призовой фонд, равный призовым, выплачиваемым АИБА.

## Семья
Отец — Хамит Кошанович Ракишев, государственный и общественный деятель, возглавлял торгово-промышленную палату Казахстана.
Мать — Балжан Альдигожаевна Ракишева (р. 1952).
Жена — Асель Имангалиевна Тасмагамбетова, дочь Имангали Тасмагамбетова. Кенес и Асель поженились, когда им было по 20 лет. Имеют двоих сыновей Динмухаммед (род. 2000), Нуруддин (род. 2005) и двух дочерей Сирин (род. 2013) и Иман (род. 2016).

## Награды
- Орден «Курмет» (2015)[71]
- Орден имени Ахмата Кадырова (17 октября 2009 года, Чечня, Россия) — за благотворительную деятельность, значительный вклад в укрепление и развитие дружественных отношений между Республикой Казахстан и Чеченской Республикой[72][73][74]

## Участие в рейтингах
- 12 место в списке Forbes «50 самых влиятельных бизнесменов Казахстана — 2012»[75]
- Бизнесмен года по версии интернет-журнала Vlast.kz (декабрь 2012)[76]
- 21 место в списке Forbes «50 богатейших людей Казахстана — 2013»[77]
- 17 место в списке Forbes «50 самых влиятельных бизнесменов Казахстана — 2013»[2]
- 23 место в рейтинге 100 наиболее влиятельных казахстанцев по версии интернет-журнала Vlast.kz[78]
- Бизнесмен года по версии интернет-журнала Vlast.kz (декабрь 2015 г.)[79]
- 6 место в списке Forbes «50 богатейших бизнесменов Казахстана — 2020» с оценкой активов на октябрь 2020 года в размере $890 000 000[80].
- 9 место в списке Forbes «50 богатейших бизнесменов Казахстана — 2021» с оценкой активов на май 2021 года в размере $950 000 000[3].

## Литературные труды, публикации
- «Казанат» (2006 год, в соавторстве с Садыбеком Тугелом)[81]
- «Беркут — символ великой степи» (2009 год, в соавторстве с Садыбеком Тугелом)[82]